# حیاط خلوت (فیلم ۲۰۰۲)
«حیاط خلوت» (انگلیسی: The Backyard (2002 film)) فیلمی در ژانر مستند است.